# Hoplosphyrum
Hoplosphyrum is een geslacht van rechtvleugeligen uit de familie Mogoplistidae. De wetenschappelijke naam van dit geslacht is voor het eerst geldig gepubliceerd in 1912 door Rehn & Hebard.

## Soorten
Het geslacht Hoplosphyrum omvat de volgende soorten:
- Hoplosphyrum aztecum Saussure, 1897
- Hoplosphyrum boreale Scudder, 1902
- Hoplosphyrum griseus Philippi, 1863
- Hoplosphyrum occidentale Scudder, 1869
- Hoplosphyrum rufum Chopard, 1932
- Hoplosphyrum skottsbergi Chopard, 1923